# Adurza Nagusia
Adurza Nagusia es un despoblado que actualmente forma parte del barrio de Adurza, que está situado en el municipio de Vitoria, en la provincia de Álava, País Vasco (España).

## Localización
Pequeño pueblo situado entre Adurza la Menor y Olárizu, y que corresponde actualmente con el Campo de los Palacios y parte del barrio de San Cristóbal.

## Historia
Adurza Nagusia y el pueblo vecino de Adurza la Menor se unieron formando el pueblo de Adurza, que posteriormente se despobló pasando a formar parte del actual barrio de Adurza de  Vitoria.
Documentado desde 1465. En sus tierras había una ermita dedicada a San Mamés.